# Rafael Ruano (arquitecto)
Rafael José Antonio Ruano Zubillaga (Montevideo, 12 de febrero de 1893 - 13 de agosto de 1961) fue un arquitecto uruguayo.
En 1923 obtuvo su título en la École des Beaux-Arts de París.
Parte de su carrera fue en sociedad con su colega Gonzalo Vázquez Barrière, y posteriormente con Julio Pietropinto.

## Selección de obras
- Nunciatura Apostólica
- Chalet Le Griffon (1917, con V. Barriere y Horacio Acosta y Lara)
- Iglesia Stella Maris (1918)
- Casa Strauch (1920)
- Palacio Díaz (1929)
- Edificio El Mástil (1930)
- reforma de la Iglesia Matriz de Montevideo
- reforma de la Catedral de San Juan Bautista de Salto
- Cine Radio City (1936)[2]
- Cine Trocadero (1942)
- Cine Luxor (1948)
- Cine Eliseo (1949)
- Cine Cosmópolis (Cerro, 1949)